# 미겔 서포크닉
미겔 서포치닉(영어: Miguel Sapochnik, 1974년 10월 5일 ~ )은 영국의 드라마 연출가, 스토리보드 아티스트이다. 드라마 《하우스》, 《프린지》, 《왕좌의 게임》의 일부 에피소드를 연출하였다.